# Syncrossus
Syncrossus là một chi cá trong họ Botiidae.

## Các loài
Chi này gồm các loài sau đây:
- Syncrossus beauforti (H. M. Smith, 1931) (chameleon loach)
- Syncrossus berdmorei Blyth, 1860 (Blyth's loach)
- Syncrossus helodes (Sauvage, 1876) (lesser Katy Loach)
- Syncrossus hymenophysa (Bleeker, 1852) (green tiger loach)
- Syncrossus lucasbahi (Fowler, 1937)
- Syncrossus reversa (T. R. Roberts, 1989)